# キトー
株式会社キトーは、機械メーカー。山梨県（製造部門）と東京都（営業部門）に本社を置いている。主にマテリアル・ハンドリング機器（チェーンブロック、ロープホイスト、レバーブロック、クレーン等）の製造・販売を行っており、荷物用の小型のものから工場、建設現場用の大型のものまで様々あり、日本のホイストマーケットシェアの60%以上を占める国内最大メーカーである。近年は米国でのチェーンブロックのマーケットシェアも40%を超え、売上げの約7割は海外向けとなっている。

## 沿革
- 1932年 - 現在の東京都大田区に鬼頭製作所として創立。
- 1944年 - 株式会社化。
- 1970年 - 商号を株式会社キトーに変更。
- 1980年 - 株式を店頭公開。
- 1983年 - 本社機能を川崎市多摩区中野島から山梨県中巨摩郡の釜無工業団地敷地内に移転。
- 2003年8月 - 株式公開買付けにより、カーライル・グループのMBO受け入れ。
- 2003年10月 –ジャスダック上場廃止。
- 2004年4月 - 自動倉庫事業を同業大手のダイフクに売却。
- 2007年8月9日 - 東京証券取引所第1部上場。
- 2010年3月 - フィンランドのコネクレーンズと提携。
- 2011年2月 - カーライル・グループ が保有株を全て売却、資本関係を解消。
- 2014年8月 - PEERLESS INDUSTRIAL GROUP,INC.の全株取得
- 2016年9月 - コネクレーンズとの業務・資本提携を解消[2]
- 2022年11月 - コールバーグ・クラビス・ロバーツ系ファンド傘下のLifting Holdings BidCo株式会社が株式公開買付けを実施し、議決権所有割合ベースで77.06%の株式を取得[3]。
- 2023年1月 - 東京証券取引所プライム市場上場廃止。株式併合によりLifting Holdings BidCo株式会社の完全子会社となる[4]。

## 再上場
かつてJASDAQに株式公開していたが、バブル崩壊後に国内需要が低下し業績が悪化した為、2003年8月にカーライル・グループからのMBOを受け入れ、同年10月に上場を廃止されている。
その後物流部門の譲渡や本社ビル売却などのリストラを実行。国内販売主体から海外販売主体へ売上をシフトした結果、業績が好転。2007年8月9日に東京証券取引所へ再上場を果たした。
カーライルは2011年2月に保有株をすべて売却し、同社との資本関係はなくなった。

## Crosbyグループとの経営統合
2022年5月、コールバーグ・クラビス・ロバーツ系ファンド傘下にある、米国のCrosbyグループとの経営統合を発表。Crosbyグループの持株会社Lifting Holdings Limitedの完全子会社であるLifting Holdings BidCo株式会社が株式公開買付けを行い、スクイーズアウト手続きを経て当社を完全子会社化、その後当社がLifting Holdings BidCo株式会社を吸収合併して持株会社（Kito | Crosbyに商号変更）の完全子会社となる予定である。